# Kalenderi
Kalenderi je naseljeno mjesto u sastavu općine Bosanska Kostajnica, Republika Srpska, BiH. Prema popisu stanovinštva 1991. godine područje općine Bosanska Kostajnica pripadalo je općini Bosanski Novi.

## Stanovništvo
| Kalenderi          |              |
| godina popisa      | 1991.        |
| Srbi               | 171 (97,16%) |
| Hrvati             | 0            |
| Muslimani          | 0            |
| Jugoslaveni        | 3 (1,70%)    |
| ostali i nepoznato | 2 (1,14%)    |
| ukupno             | 176          |